# Rogas indianensis
Rogas indianensis är en stekelart som beskrevs av Muesebeck och Walkley 1951. Rogas indianensis ingår i släktet Rogas och familjen bracksteklar. Inga underarter finns listade i Catalogue of Life.